# Powiat kolbuszowski (Galicja)
Powiat kolbuszowski – dawny powiat kraju koronnego Królestwo Galicji i Lodomerii, istniejący w latach 1867–1918.
Siedzibą c.k. starostwa była Kolbuszowa. Powierzchnia powiatu w 1879 roku wynosiła 8,7586 mil kw. (503,97 km²), a ludność 63 866 osób. Powiat liczył 65 osad, zorganizowanych w 61 gmin katastralnych.
Na terenie powiatu działały 2 sądy powiatowe – w Kolbuszowej i Sokołowie.

## Starostowie powiatu
- Józef Michniewski (1871)
- Julian Zgórski (1879)
- Leon Kurykowski (1882)
- Michał Panciewicz (1890)
- Wiktor Tustanowski[1]

## Komisarze rządowi
- Alojzy Zsitkowski (1871)
- Chrystian Rappel (1879–1882)
- Ludwik Kukulski (1890)

## Komisarze powiatowi
- Stanisław Korolewicz (1917)[2]

## Rada powiatowa
Prezesi wydziału
- Zdzisław Tyszkiewicz (od ok. 1869 do 1894)[3][4][5]
- miejsce opróżnione (1894)[6]
- Rada powiatowa rozwiązana (1895)[7]
- miejsce opróżnione (1896)[8]
- Janusz Tyszkiewicz (od ok. 1897)[9]